# Dalbahçe, Turgutlu
Dalbahçe là một xã thuộc huyện Turgutlu, tỉnh Manisa, Thổ Nhĩ Kỳ. Dân số thời điểm năm 2011 là 828 người.